# Funcțiile Președintelui României
Constituția României îi conferă Președintelui, în calitatea pe care acesta o are ca șef al statului, patru funcții principale:

## Funcția de reprezentare
Președintele României este învestit cu această prerogativă în mod expres prin Constituție – art. 80 alin. 1. În practica politică internă și internațională a României pot fi identificate diverse modalități prin care președintele reprezintă pe plan intern  - promulgarea legilor și pe plan extern – acreditarea ambasadorilor, primirea scrisorilor de acreditare, semnarea acordurilor internațional în numele României etc. 

## Funcția de garant al independenței naționale, al unității și al integrității teritoriale a țării
Președintele este garantul independenței naționale, al unității și al integrității teritoriale a țării, conform art. 80 alin. 1. Președintele dispune de importante prerogative: prezidează Consiliul Suprem de Apărare a Țării; este comandantul suprem al forțelor armate; poate declara, cu aprobarea prealabilă a Parlamentului, mobilizarea parțială sau generală a forțelor armate; instituie, potrivit legii, starea de asediu sau starea de urgență etc.  
Președintele este garantul unității țării: sintagma unitatea țării trebuie să fie raportată, în special, la caracterul unitar al statului român. Orice acțiune, indiferent de ce natură ar fi aceasta, prin care s-ar afecta caracterul unitar al statului  român îndreptățește pe Președintele României să acționeze ca garant al unității statului. --Nu interesează dacă atentatul s-ar produce din interiorul sau din afara țării. Nu are importanță nici dacă actul prin care se atentează împotriva caracterului unitar al țării este săvârșit de un partid politic, printr-un mijloc de informare în masă, de un grup de persoane sau de către o autoritate publică centrală sau locală. În cazul în care ar fi inițiat în afara țării ar afecta și independența națională.
Președintele este și garantul integrității teritoriale a țării. În această calitate, președintele acționează, prin excelență, în virtutea art. 92 din Constituție: este comandant suprem al forțelor armate și poate declara, în condițiile prevăzute de alin. 2 al art. 92, mobilizarea generală sau parțială a armatei

## Funcția de veghere la respectarea Constituției
Președintele României veghează la respectarea Constituției, conform art. 80 alin. 2. Prin acest concept se are în vedere îndatorirea generală ce revine cetățenilor români, ca și autorităților publice centrale și locale, partidelor politice, organismelor care desfășoară activitate economică, organizațiilor de cult, organizațiilor neguvernamentale, sindicatelor, presei ș.a. de a respecta litera și spiritul  Constituției. 
Într-o singură situație, prevăzută expres în Constituție, Președintele ar putea interveni direct pentru a asigura respectarea normelor constituționale și prin mesaje adresate Parlamentului, prin participarea la ședințele Guvernului sau prin recurgerea la referendum. Președintele poate folosi aceste căi pentru a asigura repunerea unui act în legalitate constituțională, dar ele nu sunt exclusiv modalități de a veghea ale șefului statului la respectarea Constituției.

## Funcția de mediere
Art. 80 alin. 2 precizează că pentru a veghea la respectarea Constituției și la buna funcționare a autorităților publice, președintele exercită funcția de mediere între puterile statului, precum și între stat și societate. Funcția de mediere presupune activitatea de arbitraj, inclusiv concesii reciproce între părțile aflate în divergență, corespunde prerogativei prezidențiale de a veghea la buna funcționare a autorităților publice. Medierea este total nepotrivită restabilirii legalității constituționale, acțiune ce exclude orice fel de compromis sau concesii și presupune intervenția directă, promptă, a Parlamentului în cazul în care Curtea Constituțională ar decide că sesizarea Președintelui privind neconstituționalitatea unei legi este corectă. Medierea între puterile statului este necesară în cazul unui conflict între cele trei puteri constituționale. Ca mediator, Președintele trebuie să fie imparțial, calitate care este facilitată de faptul că acesta nu este membru al vreunui partid politic.